# Silvius quadrivittatus
Silvius quadrivittatus är en tvåvingeart som först beskrevs av Thomas Say 1823.  Silvius quadrivittatus ingår i släktet Silvius och familjen bromsar. Inga underarter finns listade i Catalogue of Life.